# Abacaria cristova
Abacaria cristova is een schietmot uit de familie Hydropsychidae. De soort komt voor in het Australaziatisch gebied.